# ستيليوس ماليزاس
ستيليوس ماليزاس (باليونانية: Στέλιος Μαλεζάς)‏ (مواليد 11 مارس 1985 في كاتريني) لاعب كرة قدم يوناني يلعب حاليا في نادي باوك اليوناني .

## روابط خارجية
- ستيليوس ماليزاس على موقع الاتحاد الدولي (مؤرشف)  (الإنجليزية)
- ستيليوس ماليزاس على موقع الاتحاد الأوربي (الإنجليزية)
- ستيليوس ماليزاس على موقع قاعدة بيانات كرة القدم.إي يو (الإنجليزية)
- ستيليوس ماليزاس على موقع بيانات كرة القدم. دي إي (الألمانية)
- ستيليوس ماليزاس على موقع ناشيونال فوتبول تيمز (الإنجليزية)
- ستيليوس ماليزاس على موقع Soccerway.com (الإنجليزية)
- ستيليوس ماليزاس على موقع كووورة
- ستيليوس ماليزاس على موقع AS.com (الإسبانية)